# Friederike Feil
Friederike Feil (* 23. Mai 1986 in Tübingen) ist eine deutsche ehemalige Hindernisläuferin, Ernährungswissenschaftlerin und Sachbuchautorin.

## Leben
Friederike Feil ist Tochter des Ernährungswissenschaftlers Wolfgang Feil. Sie ist zertifizierte internationale Sport-Ernährungsspezialistin (CISSN) und schloss ihr Studium in Boca Raton, USA mit dem Master of Exercise Science and Health Promotion ab. Nach dem Studium konzentrierte se sich auf die Leichtathletik. Ab 2008 trat sie für den LG Olympia Dortmund an.
Feil ist insbesondere im Hindernislauf aktiv und erreichte 2011 mit einer Zeit von 10:22,13 min den dritten Platz bei den deutschen Meisterschaften der Frauen über 3000 Meter Hindernis.
Ab 2012 nahm sie an Extremwettkämpfen teil, darunter Spartan Race, Gettingtough – The Race Tough Man Race und Tough Guy Race, wo sie 2013 den ersten Platz der Frauen erreichte und 2014 als Erste von 241 Frauen ins Ziel kam. 2014 siegte sie wie bereits 2013 in der Frauenwertung des StrongmanRuns.
Feil arbeitet im Unternehmen ihres Vaters, der als Nährstoffberater für Profisportler tätig ist. Gemeinsam mit ihm und dem Physiotherapeuten Uli Brüderlin publizierte sie 2013 einen Ratgeber zur Überwindung von Arthrose und Gelenkschmerzen, für den sie Rezepte für eine entzündungshemmende Ernährung zusammengetragen hat. 2018 promovierte sie im Fach Philosophie zum Thema Die Wirkung einer speziellen Ernährung auf Entzündungsmarker im Blut, die Krankheitsaktivität, die HRV, die Lebensqualität und die Beweglichkeit von Rheumatikern an der Martin-Luther-Universität Halle-Wittenberg. 2017 gründete sie in Berlin mit der „Dr. Friederike Feil Akademie“ ihre eigene Weiterbildungsakademie. Seit 2023 ist sie mit Interviews zum Thema Darm und anderen Gesundheitsthemen beim Schweizer Gesundheitsfernsehen QS24 zu sehen.

## Sportliche Erfolge
- 5. Platz Deutsche Meisterschaften 3000 m Hindernis, 2009[1]
- 7. Platz Deutsche Meisterschaften 3000 m Hindernis, 2010
- 3. Platz Deutsche Meisterschaften 3000 m Hindernis, 2011
- Gewinnerin GETTINGTOUGH - The Race, 2012, 2013
- Gewinnerin Tough Guy Race, 2013, 2014
- Siegerin StrongmanRun (2013)
- Siegerin des Urbanathlon (Urban Challenge Hamburg) 2013

## Publikationen
- Mit Wolfgang Feil, Uli Brüderlin: Die Dr. Feil Strategie. Arthrose und Gelenkschmerzen überwinden. Eigenverlag, Tübingen 2013, ISBN 978-3-00-040191-6
- Mit Wolfgang Feil: Die F-AS-T-Formel : was erfolgreiche Sportler anders machen, Eigenverlag, Tübingen, 2014, ISBN 978-3-00-046070-8
- Mit Wolfgang Feil, Wolfgang Grandjean: Lauf dich gesund : in sechs Monaten mit Begeisterung bis zum Halbmarathon, Eigenverlag, Tübingen, 2016, ISBN 978-3-00-052394-6
- Immunpower: Wie du mit einem gesunden Darm deine Abwehrkräfte stärkst und nie wieder krank wirst. Riva Verlag, 2021, ISBN 978-3-7423-1831-2